# کاسالویکیو دی پولیا
کاسالویکیو دی پولیا (به ایتالیایی: Casalvecchio di Puglia) یک کومونه در ایتالیا است که در استان فوجیا واقع شده‌است.

## خصوصیات
کاسالویکیو دی پولیا ۳۱٫۷۲ کیلومترمربع مساحت و ۲٬۰۸۲ نفر جمعیت دارد.